# Малнавская волость
Ма́лнавская волость (латыш. Malnavas pagasts) — одна из двадцати пяти территориальных единиц Лудзенского края Латвии. Находится в северо-восточной части края. Граничит с городом Карсава, Салнавской, Межвидской, Мердзенской и Голышевской волостями своего края, а также с Гавровской волостью Пыталовского района Псковской области Российской Федерации.
Малнавскую волость пересекает автомобильная дорога A13 Гребнево — Резекне — Даугавпилс — Медуми, являющейся частью Европейского маршрута E262.
По территории волости протекает реки: Ритупе, Страуя, Шнитка.

## Население
На начало 2015 года население волости составляло 1193 постоянных жителя.
Крупнейшими населёнными пунктами волости являются сёла: Малнава (волостной центр), Бозово, Лемешево, Солдони, Новосёлки, Лиела Зельчева, Карсавас стация, Нестери.
По данным переписи населения Латвии 2011 года, из 1296 жителей Малнавской волости латыши составляли  82,02 % (1063 чел.), русские —  15,28 % (198 чел.), украинцы —  1,31 % (17 чел.).

## История
В 1945 году в Карсавской волости Лудзенского уезда был создан Бозаугский сельский совет. После отмены в 1949 году волостного деления он входил в состав Лудзенского района.
В 1954 году к Бозаугскому сельсовету была присоединена территория ликвидированного Нестерского сельсовета. В 1965 году — территория совхоза «Малта» Карсавского сельсовета. В 1975 году — часть территории Карсавского сельсовета. В том же году Бозаугский сельский совет был переименован в Малнавский.
В 1990 году Малнавский сельсовет был реорганизован в волость. В 2009 году, по окончании латвийской административно-территориальной реформы, Малнавская волость вошла в состав Карсавского края.
В 2021 году в результате новой административно-территориальной реформы Карсавский край был упразднён, Малнавская волость была включена в состав  Лудзенского края.